# Руи Коста
Руи Мануел Цезар Коста (порт. Rui Manuel César Costa, рођен 29. марта 1972, у Амадори), познатији као Руи Коста, је бивши португалски фудбалер који је тренутно спортски директор португалског прволигаша Бенфике. Својевремено је био један од најбољих играча средине терена своје генерације. 2004-е, на церемонији у Лондону, поводом стогодишњице Светске фудбалске организације (ФИФА), Пеле је саставио списак са 100 најбољих живих играча свих времена, и Руи Коста се нашао на њему.

## Клупска каријера
Када је био дечак Руи је дошао на пробу у Бенфику, и само десет минута тренинга је било потребно португалској легенди Еузебију да уочи несвакидашњи таленат. Све до 1990. играо је за млађе категорије Бенфике. Затим је целу сезону био послат на каљење у Фафе.
Године 1991, након освајања Светског првенства за младе са селекцијом Португалије, враћа се у Бенфику. У којој је имао одличне 3 сезоне у којој осваја Португалски куп 1993, и Прву лигу 1993/94.

### Фиорентина
После треће сезоне проведене у Бенфици, Фиорентина нуди око 6 милиона € за младог везњака, што је за то време било позамашна сума новца. Пошто је Бенфика била у финансијским проблемима, Руи прелази на Апенине.
Играјући за Фиорентину постао је један од најбољих играча средине терена у Серији А, и сваке године је довођен у везу са другим клубовима, али Артемио Франки напушта тек у сезони 2001/02. након банкрота Фиорентине.

### Милан
Фатих Терим у сезони 2001/02. напушта Фиорентину и постаје тренер Милана а са собом доводи Руи Косту у трансферу вредном око 30 милиона фунти, чинећи га тако најскупљим трансфером Милана у историји. У Милану је играо пет сезона и оставио је траг у том тиму. И за то време осваја Серију А, Куп Италије, Суперкуп Италије, Лигу шампиона, Европски суперкуп.

### Повратак у Бенфику
На крају сезоне 2005/2006, Руи се враћа у Бенфику, клуб у коме је поникао са намером да у њему заврши каријеру. 11. маја 2008. је одиграо своју последњу утакмицу пре него што је обелоданио да се повлачи из активног играња фудбала.
Након повлачења, Руи Коста је добио место место спортског директора клуба и ту улогу до дан данас са успехом обавља.

## Репрезентација
Руи Коста је био члан веома успешне Португалске репрезентације с краја 20. и почетком 21-века. Учествовао је у проласку Португалаца до четвртфинала ЕУРА 1996, полуфинала ЕУРА 2000. и финала ЕУРА 2004. где је дао значајан допринос, али ни он није успео да помогне Португалу да се попне на Европски трон пошто су поражени од Грчке.
За време своје репрезентативне каријере Руи је успео да сакупи 94 наступа и постигне 26 голова.

## Статистика каријере
| Клуб              | Сезона            | Лига | Лига | Куп  | Куп | Континентална | Континентална | Укупно | Укупно |
| Клуб              | Сезона            | Утак | Гол  | Утак | Гол | Утак          | Гол           | Утак   | Гол    |
| ----------------- | ----------------- | ---- | ---- | ---- | --- | ------------- | ------------- | ------ | ------ |
| Фафе              | 1990/91           | 38   | 6    | 0    | 0   | —             | —             | 38     | 6      |
| Фафе              | Укупно            | 38   | 6    | 0    | 0   | —             | —             | 38     | 6      |
| Бенфика           | 1991/92           | 21   | 4    | 3    | 0   | 7             | 0             | 31     | 4      |
| Бенфика           | 1992/93           | 23   | 4    | 4    | 1   | 4             | 0             | 31     | 5      |
| Бенфика           | 1993/94           | 34   | 5    | 3    | 1   | 8             | 4             | 45     | 10     |
| Бенфика           | Укупно            | 78   | 13   | 10   | 2   | 19            | 4             | 107    | 19     |
| Фиорентина        | 1994/95           | 31   | 9    | 4    | 0   | -             | -             | 35     | 9      |
| Фиорентина        | 1995/96           | 34   | 4    | 7    | 2   | —             | —             | 41     | 6      |
| Фиорентина        | 1996/97           | 28   | 2    | 1    | 0   | 8             | 0             | 37     | 2      |
| Фиорентина        | 1997/98           | 32   | 3    | 5    | 2   | -             | -             | 37     | 5      |
| Фиорентина        | 1998/99           | 31   | 10   | 7    | 4   | 1             | 0             | 39     | 14     |
| Фиорентина        | 1999/00           | 30   | 4    | 4    | 0   | 14            | 2             | 48     | 6      |
| Фиорентина        | 2000/01           | 29   | 6    | 7    | 2   | 2             | 0             | 38     | 8      |
| Фиорентина        | Укупно            | 215  | 38   | 35   | 10  | 25            | 2             | 275    | 50     |
| Милан             | 2001/02           | 22   | 0    | 1    | 0   | 10            | 3             | 33     | 23     |
| Милан             | 2002/03           | 25   | 0    | 5    | 1   | 18            | 0             | 48     | 1      |
| Милан             | 2003/04           | 28   | 3    | 4    | 0   | 6             | 0             | 38     | 3      |
| Милан             | 2004/05           | 24   | 1    | 4    | 0   | 9             | 0             | 37     | 1      |
| Милан             | 2005/06           | 25   | 0    | 3    | 3   | 4             | 0             | 32     | 3      |
| Милан             | Укупно            | 124  | 4    | 17   | 4   | 47            | 3             | 188    | 11     |
| Бенфика           | 2006/07           | 14   | 0    | 3    | 0   | 5             | 1             | 22     | 1      |
| Бенфика           | 2007/08           | 29   | 5    | 4    | 3   | 12            | 2             | 45     | 10     |
| Бенфика           | Укупно            | 43   | 5    | 7    | 3   | 17            | 3             | 67     | 11     |
| Укупно у каријери | Укупно у каријери | 498  | 66   | 69   | 19  | 108           | 12            | 675    | 97     |

## Трофеји и награде
Дана 4. марта 2004, на церемонији у Лондону, поводом стогодишњице Светске фудбалске организације (ФИФА), Пеле је саставио списак са 100 најбољих живих играча свих времена. Руи Коста се нашао на њему, заједно са својим земљацима Еузебиом и Луисом Фигом.

### Бенфика
- Португалско првенство: 1

1994.
- Португалски куп: 1

1993.

### Фиорентина
- Италијански куп: 2

1996, 2001.
- Италијански Супер куп: 1

1996.

### Милан
- Лига Шампиона: 1

2003.
- Европски Супер Куп: 1

2003.
- Италијанско првенство: 1

2004.
- Италијански Супер куп: 1

2004.
- Италијански куп: 1

2003.

### Португал
- Светско првенство у фудбалу до 20. године: 1

1991.

### Појединачне награде
- 1996, 2000 - Изабран у идеалну поставу Европског првенства
- 2004 - Именован у ФИФА 100
- 2007 - Бенфикин играч године